# 1992년 토론토 국제 영화제
제17회 토론토 국제 영화제는 1992년 9월 10일부터 19일까지 캐나다 온타리오주 토론토에서 열렸다. <레올로>가 개막작으로 선정됐다.
쿠엔틴 타란티노의 데뷔작인 저수지의 개들(Reservoir Dogs)은 영화제에서 초연되었으며 국제영화비평가연맹(FIPRESCI) 국제 비평가상을 수상했다.

## 수상 및 후보

### 관객상
- 댄싱 히어로 - 바즈 루어만 수상

### FIPRESCI-상
- 저수지의 개들 - 쿠엔틴 타란티노 수상